# Vescia
Vescia var en stad i romarriket som grundades av aurunkerna. Vescia låg vid floden Garigliano mellan kommunerna Cellole och Sessa Aurunca i provinsen Caserta. 
Vescia ingick, tillsammans med städerna Ausona, Minturnae, Suessa och Sinuessa i den aurukiska femstadsgruppen (italienska: Pentapoli Aurunca). Vescia förstördes under latinska kriget 340 f.Kr..